# Лутфуллин, Глеб Олегович
Глеб Олегович Лутфуллин (род. 31 марта 2004, Казань) — российский фигурист, выступающий в одиночном катании. Серебряный призёр чемпионата России (2025), победитель юниорских этапов Гран-при в России и в Польше (2021). Мастер спорта России (2023).

## Биография
Родился в Казани 31 марта 2004 года. В 4 года Лутфуллина привели на занятия по фигурному катанию, чтобы он научился стоять на коньках и в будущем начал заниматься хоккеем. Но в итоге он остался заниматься фигурным катанием под руководством Эльвиры Сельсковой в «Ак Буре». Затем его тренером стала Резеда Сибгатуллина.
В 2018 году Сибгатуллина организовала переход Лутфуллина к Алексею Мишину в Санкт-Петербург. Сначала тренер и фигурист ездили к Мишину на консультации и стажировки, после фигурист окончательно перешёл в его группу.
Лутфуллин на юниорском Кубке России завоевал бронзу в финале. В том же сезоне выиграл три международных соревнования: Warsaw Cup 2018, Dragon Trophy 2019 и Skate Victoria 2019.
Осенью 2019 года стал бронзовым призёром этапа юниорской серии Гран-при в США.
В сентябре 2021 года Лутфуллин выиграл этап юниорской серии Гран-при, который проходил в Красноярске, затем также завоевал медаль в Гданьске. Должен был выступить в финале Гран-при в японской Осаке, но его отменили из-за пандемии.
На Мемориале Панина-Коломенкина того же года стал третьим.
Осенью 2022 года вошел в полноценный взрослый сезон. На Мемориале Панина-Коломенкина 2022 года завоевал серебряную медаль. На этапе Гран-при России в Москве также стал вторым. На этапе Гран-при России в Самаре одержал победу. В произвольной программе 18-летний Лутфуллин исполнил четыре четверных прыжка (риттбергер, тулуп, сольный сальхов и в каскаде с двойным тулупом).
На чемпионате России 2025 Лутфуллин завоевал серебряную медаль, уступив лишь Владиславу Дикиджи.

## Спортивные достижения
| Соревнования                    | 20/21                       | 21/22                       | 22/23                       | 23/24                       | 24/25                       |
| Национальные индивидуальные     | Национальные индивидуальные | Национальные индивидуальные | Национальные индивидуальные | Национальные индивидуальные | Национальные индивидуальные |
| ------------------------------- | --------------------------- | --------------------------- | --------------------------- | --------------------------- | --------------------------- |
| Чемпионаты России               |                             | 8                           | 8                           | 12                          | 2                           |
| Финал Кубка России              |                             |                             | 2 юн.                       | 5                           |                             |
| Этапы Кубка России. I этап      | 7 юн.                       |                             |                             |                             |                             |
| Этапы Кубка России. II этап     |                             |                             |                             |                             | 3                           |
| Этапы Кубка России. III этап    |                             |                             | 3 юн.                       |                             |                             |
| Этапы Кубка России. IV этап     | 6 юн.                       |                             |                             | 3                           | 2                           |
| Этапы Кубка России. V этап      |                             | 7 юн.                       |                             | 2                           |                             |
| Национальные командные          |                             |                             |                             |                             |                             |
| Кубок Первого канала            |                             |                             |                             | 1                           |                             |
| Национальные юниорские          |                             |                             |                             |                             |                             |
| Первенство России среди юниоров |                             |                             | 8                           |                             |                             |